# Clédonismancie
La clédonismancie est un genre de divination en usage dans la Grèce antique mais aussi en Syrie et en Perse.

## Description
Elle consistait à interpréter de bons ou de mauvais présages dans des paroles prononcées lors de rencontres hasardeuses. 

## Historique
En usage à Smyrne, Thèbes et dans le temple d'Apollon Sosianus, son invention est attribuée à Cérès.